# Рошано
Рошано (итал. Rosciano) — коммуна в Италии, расположена в регионе Абруццо, подчиняется административному центру Пескара.
Население составляет 3093 человека, плотность населения составляет 115 чел./км². Занимает площадь 27 км². Почтовый индекс — 65020. Телефонный код — 085.
Покровительницей коммуны почитается святая Еврозия, празднование 24 мая.